# Зенит-КМ
Зени́т-КМ — малоформатный однообъективный зеркальный фотоаппарат со встроенным электроприводом и цифровой системой управления на основе микропроцессора. Последний плёночный фотоаппарат марки «Зенит». Выпускался серийно на Красногорском механическом заводе (КМЗ) с 2001 по 2005 год. Всего выпущено 15 097 фотоаппаратов.

## Особенности конструкции
Буквы «КМ» в названии означают «Коммерческая модель». Экономическая ситуация, сложившаяся на внутреннем рынке после дефолта, диктовала максимальное удешевление новой модели. Поэтому перед инженерами была поставлена задача разработать камеру с себестоимостью не выше 90 долларов. В результате конструкция, разработанная ещё в середине 1990-х годов под названием «Зенит-4000», максимально упрощена. Индикация параметров и сервисные функции сведены к минимуму, а корпус впервые в истории зеркальных «Зенитов» сделан полностью из пластмассы. Последнее нововведение позволило обойтись без механической обработки перед сборкой. 
Для фотоаппарата налажено производство современного ламельного затвора тип EM 578-MM по лицензии японской компании Copal. Взвод затвора и протяжка плёнки впервые со времён «Зенита-5» реализованы с помощью встроенного электродвигателя. Продажи «Зенита-КМ» стартовали в конце октября 2001 года в фирменном магазине КМЗ в Красногорске. Практически сразу после этого начались жалобы покупателей на серьёзные недостатки электронных компонентов «Зенита-КМ». Поэтому в конце того же года магазин вернул на завод все нераспроданные фотоаппараты. Летом 2004 года после доработки продажи возобновились но первоначальное название было решено заменить на «Зенит-КМ-плюс» (ZENIT-KM-plus). 
Именно с такой маркировкой фотоаппараты были представлены на выставке Photokina-2004. По своим возможностям «Зенит-КМ» на момент начала массовых продаж уступал большинству зеркальных фотоаппаратов западного производства. При этом, ниша недорогих любительских камер быстро заполнялась более удобными «мыльницами» с автоматической экспозицией и автофокусом. Кроме того, началось наступление цифровых фотоаппаратов, продажи которых в 2004 году превысили выпуск плёночных. В 2005 году выпуск зеркальных плёночных фотоаппаратов на КМЗ, и в частности «Зенита-КМ-плюс» был прекращён согласно решению Совета директоров предприятия от 24 ноября 2004 года.

## Совместимость
Для удешевления фотоаппарата фланец байонета не вытачивался, а изготавливался литьём под давлением из алюминиевого сплава. Это вынудило использовать наиболее простой по форме вариант байонета К без бокового фиксатора. Он может использоваться только с адаптером, снабжённым фиксирующей пружиной. За исключением различий в способе фиксации, все эти разновидности байонета других принципиальных различий, влияющих на совместимость со сменной оптикой, не имеют.
Оригинальный переходник производства фирмы Pentax или его копии (например, производства ЛОМО), может без затруднений использоваться на фотокамерах «Зенит» с вариантом байонета без фиксатора (таким был «Зенит-Автомат» первых лет выпуска) и на «Зените-КМ». Использование же его на камерах с байонетом, имеющим узел блокировки, весьма затруднено из-за того, что пружине переходника мешает язычок фиксатора, не позволяя свободно надевать и снимать адаптер с камеры.